# Arnie Ferrin
Chariton Arnold "Arnie" Ferrin jr. (Salt Lake City, Utah; 29 de julio de 1925-27 de diciembre de 2022) fue un jugador de baloncesto estadounidense que disputó tres temporadas entre la BAA y la NBA. Con 1,88 metros de estatura, jugaba en la posición de escolta.

## Trayectoria deportiva

### Universidad
Jugó durante 4 temporadas con los Utes de la Universidad de Utah, siendo elegido All-American en todas ellas. En 1944 fue el verdadero artífice de la victoria en el Torneo de la NCAA ante Dartmouth por 42-40, consiguiendo 22 puntos, más de la mitad de todo el equipo. Fue elegido Mejor Jugador del Torneo, uno de los únicos tres jugadores de primer año en lograr el galardón a lo largo de su historia. Su equipo fue además el único en ganar la NCAA con un quinteto titular con todo jugadores novatos. Tres años más tarde ganarían también el NIT ante Kentucky Wildcats. Ferrin se convertiría en uno de los dos únicos jugadores de la historia en lograr los campeonatos del NIT, NCAA y la NBA.
En 2008 sería elegido para el National Collegiate Basketball Hall of Fame.

### Profesional
En 1948 fichó por los Minneapolis Lakers de la BAA, donde en su primera temporada se proclamó campeón de liga, tras batir en las Finales a los Washington Capitols. Ferrin promedió 7,3 puntos y 1,6 asistencias por partido.
Al año siguiente, ya con la liga reconvertida en la NBA, repitió título, derrotando en esta ocasión a los Syracuse Nationals en las Finales, promediando en esa ocasión 5,4 puntos y 1,5 asistencias.
Jugó una temporada más con los Lakers, antes de retirarse definitivamente en 1951.

### Ejecutivo
Tras dejar el baloncesto, en 1969 regresó a la Universidad de Utah para convertirse en el director de Programas Regionales de la Asociación de Alumnos de la Universidad, cargo que tuvo hasta 1971, cuando se convirtió en general manager de los Utah Stars de la American Basketball Association, puesto que ocupó durante dos años.
Regresó a la universidad en 1974 para convertirse en el asistente al vicepresidente de Relaciones de la Universidad. Dos años más tarde, aceptó el puesto de director deportivo, cargo que mantuvo hasta su retirada en 1985.

## Estadísticas de su carrera en la NBA
| † | Denota temporadas en las que ganó un campeonato de la NBA |

### Temporada regular
| Año      | Equipo      | PJ  | TC%  | TL%  | RPP | APP | PPP |
| -------- | ----------- | --- | ---- | ---- | --- | --- | --- |
| 1948–49† | Minneapolis | 47  | .344 | .664 | –   | 1.6 | 7.3 |
| 1949-50† | Minneapolis | 63  | .333 | .697 | –   | 1.5 | 5.4 |
| 1950-51  | Minneapolis | 68  | .319 | .695 | 4.0 | 1.6 | 5.2 |
| Total    | Total       | 178 | .332 | .686 | 4.0 | 1.6 | 5.8 |

### Playoffs
| Año   | Equipo      | PJ | TC%  | TL%  | RPP | APP | PPP |
| ----- | ----------- | -- | ---- | ---- | --- | --- | --- |
| 1949† | Minneapolis | 10 | .338 | .667 | –   | 2.1 | 8.2 |
| 1950† | Minneapolis | 12 | .340 | .552 | –   | 2.5 | 6.8 |
| 1951  | Minneapolis | 7  | .333 | .944 | 4.7 | 2.3 | 5.9 |
| Total | Total       | 29 | .338 | .685 | 4.7 | 2.3 | 7.1 |